# Walentyna Trehubowa

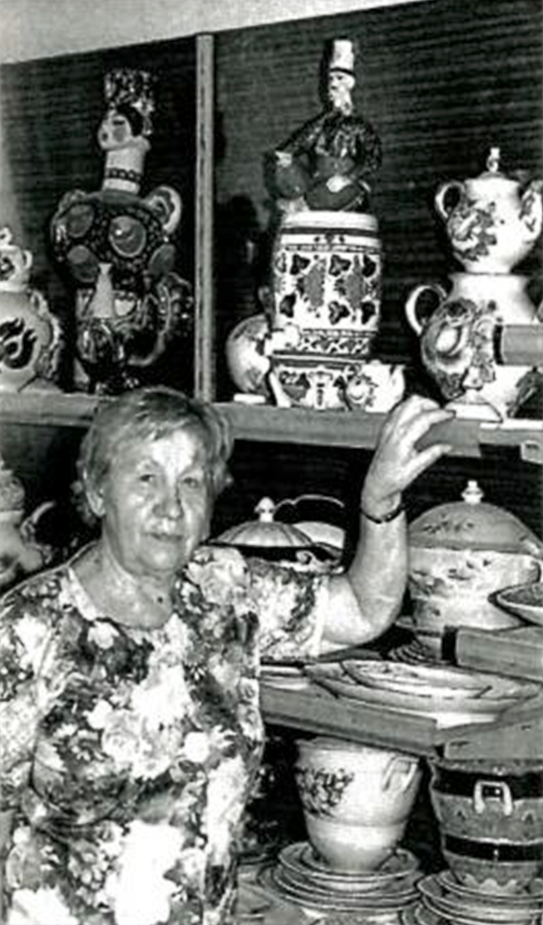
Walentyna Trehubowa

Walentyna Mychajliwna Trehubowa (ukrainisch Валентина Михайлівна Трегубова, russisch Валентина Михайловна Трегубова Walentina Michailowna Tregubowa; * 5. Mai 1926 in Browary; † 12. Dezember 2010) war eine sowjetisch-ukrainische Bildhauerin der kleinen Form und Porzellanbildnerin.

## Leben
Nach dem Besuch der Kiewer Lawrskoje-Schule für Angewandte Kunst (1943–1947) studierte Trehubowa am Lemberger Institut für Angewandte und Dekorative Kunst am Lehrstuhl für Textilkunst (1948–1954).
In den schwierigen 1950er Jahren fand Trehubowa schließlich eine Anstellung in der Porzellanmanufaktur Korosten, in der sie bis zum Ende ihres aktiven Schaffens blieb. Bald wurde sie, aufgrund ihres künstlerischen und organisatorischen Geschicks, eine der führenden Künstlerinnen der Manufaktur. Hohe Anerkennung fand ihre Porzellandskulptur Ukrainische Hochzeit, die 1960 auf der Ukrainischen Kunstdekade in Moskau gezeigt wurde. 1964 wurde sie Mitglied der Künstlerunion der Ukrainischen SSR. 1966 wurde sie zur Leiterin des Kunstlaboratoriums ernannt und war damit die Hauptkünstlerin des Unternehmens. Sie schuf künstlerisch und qualitativ wertvolles Essgeschirr. Ihre Tafel-, Tee- und Kaffeeservice zeigten ukrainische Charakteristika.

## Ehrungen, Preise
- Verdiente Künstlerin der Ukrainischen SSR (1970)[1]
- Orden der Völkerfreundschaft (1980)[3]
- Taras-Schewtschenko-Preis (1986)[3]
- Orden des Roten Banners der Arbeit (1986)[3]

## Werke
- Russische Tänzerin (1956)[4]
- Ukrainische Hochzeit (1960)[2]
- Wohin gehst du, Jatuch? (1965)
- Natalka Poltawka (Iwan Kotljarewskyjs Lied, 1966)
- Odarka und die Karausche (Majolika, 1970)
- Kobsare (1973)
- Najmytschka (Taras Schewtschenkos Gedicht, 1973)